# Коянды (Павлодарская область)
Коянды (каз. Қоянды) — село в Павлодарской области Казахстана. Находится в подчинении городской администрации Экибастуза. Административный центр Кояндинского сельского округа. Код КАТО — 552244100.

## Население
По данным 1999 года, в селе не было постоянного населения. По данным переписи 2009 года, в селе проживало 465 человек (234 мужчины и 231 женщина).